# Muellerina eucalyptoides
Muellerina eucalyptoides é um arbusto aéreo hemiparasítico da família Loranthaceae. A espécie é endémica da Austrália.
A floração ocorre normalmente no verão, a Inflorescência é terminal, racemosa, geralmente com 3-4 pares opostos de tríades de flores, com a flor central séssil e as flores laterais com pedicelos. A fruta é em forma de pêra.